# Via Cavour (Roma)
Via Cavour è una via di Roma che da Piazza dei Cinquecento conduce verso via dei Fori Imperiali, fermandosi a largo Corrado Ricci. Nel suo percorso attraversa i rioni di Castro Pretorio e Monti.

## Storia
La creazione di via Cavour risale alla fine dell'Ottocento durante il rifacimento dovuto all'espansione urbanistica della nuova capitale. Il via libera alla costruzione della strada fu dato in una seduta consiliare nel maggio 1880. Vi fu un notevole impulso alla realizzazione dopo l'entrata in vigore della legge n. 209 del 14 maggio 1881, quando furono stanziati finanziamenti per il concorso dello Stato alle spese per realizzare i servizi adeguati ad una capitale, e del Piano Regolatore di Alessandro Viviani nel 1883.

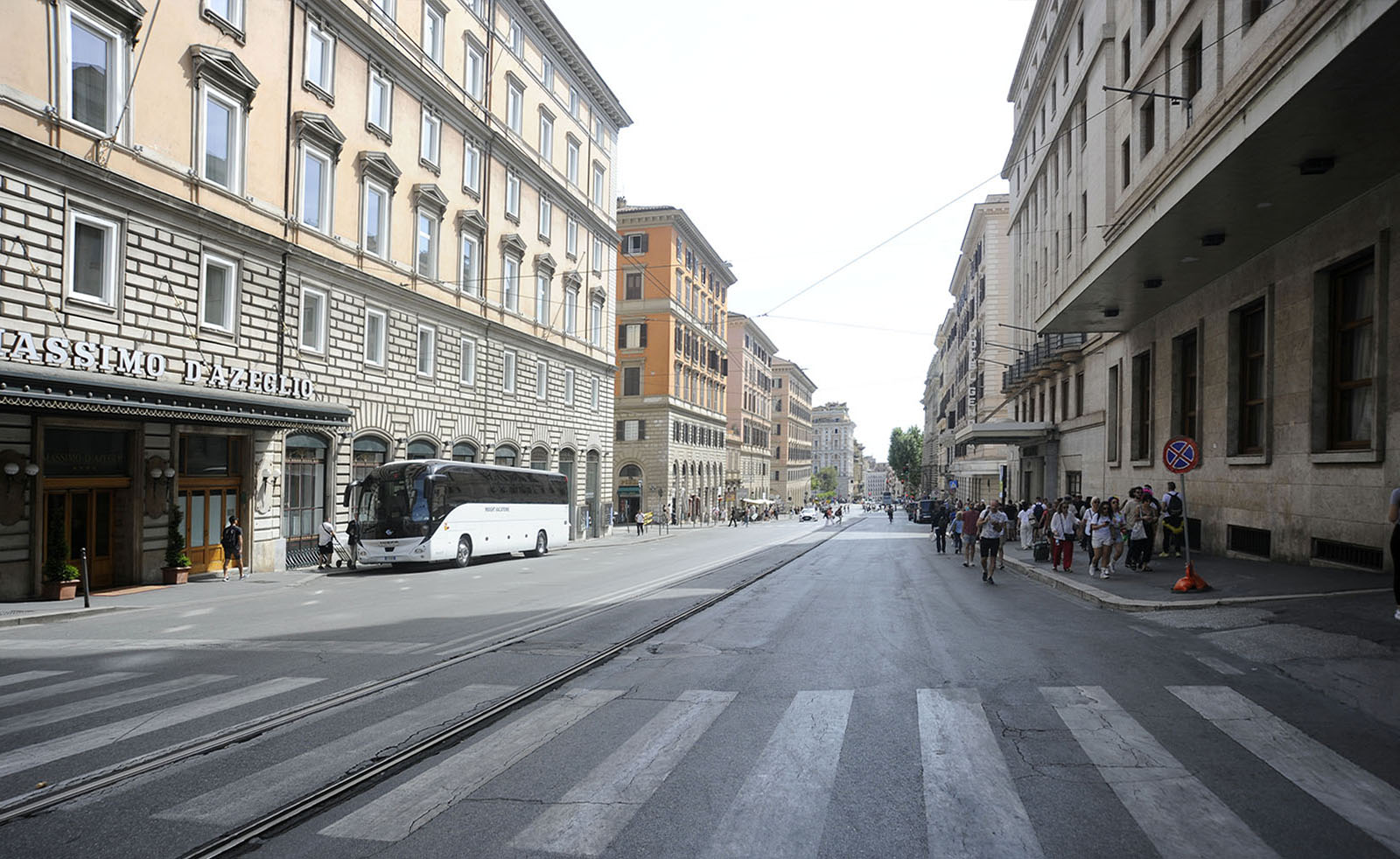
Via Cavour nel 2024

L'attuazione interessò fra l'altro il colle Quirinale e il Viminale, creando i nuovi assi viari, oltre a via Cavour, di via Nazionale, la stazione di Roma Termini e le nuove sedi ministeriali. Il tracciamento della via nasce come asse di collegamento tra la stazione Termini e i Fori Imperiali e fu realizzata a partire dal 1880 fino agli anni 1910. Sui portoni di molti palazzi sono ancora oggi leggibili le date degli anni di costruzione.
Il percorso attraversa la valle della Suburra, piuttosto ripida e con forti dislivelli, cui si doveva quindi conferire una pendenza regolare per superare il dislivello tra la cima del Viminale e la valle dei Fori; furono perciò creati numerosi terrapieni, rispetto al quale le strade antiche - come via Urbana o via in Selci - finirono per rimanere infossate o viceversa sopraelevate; fu questo il caso della piazza di S. Francesco di Paola: per essere sostenuta fu necessario costruire un muraglione di contenimento e di sostegno. Per l'apertura della via fu anche demolita la chiesetta di San Salvatore ad tre imagines.

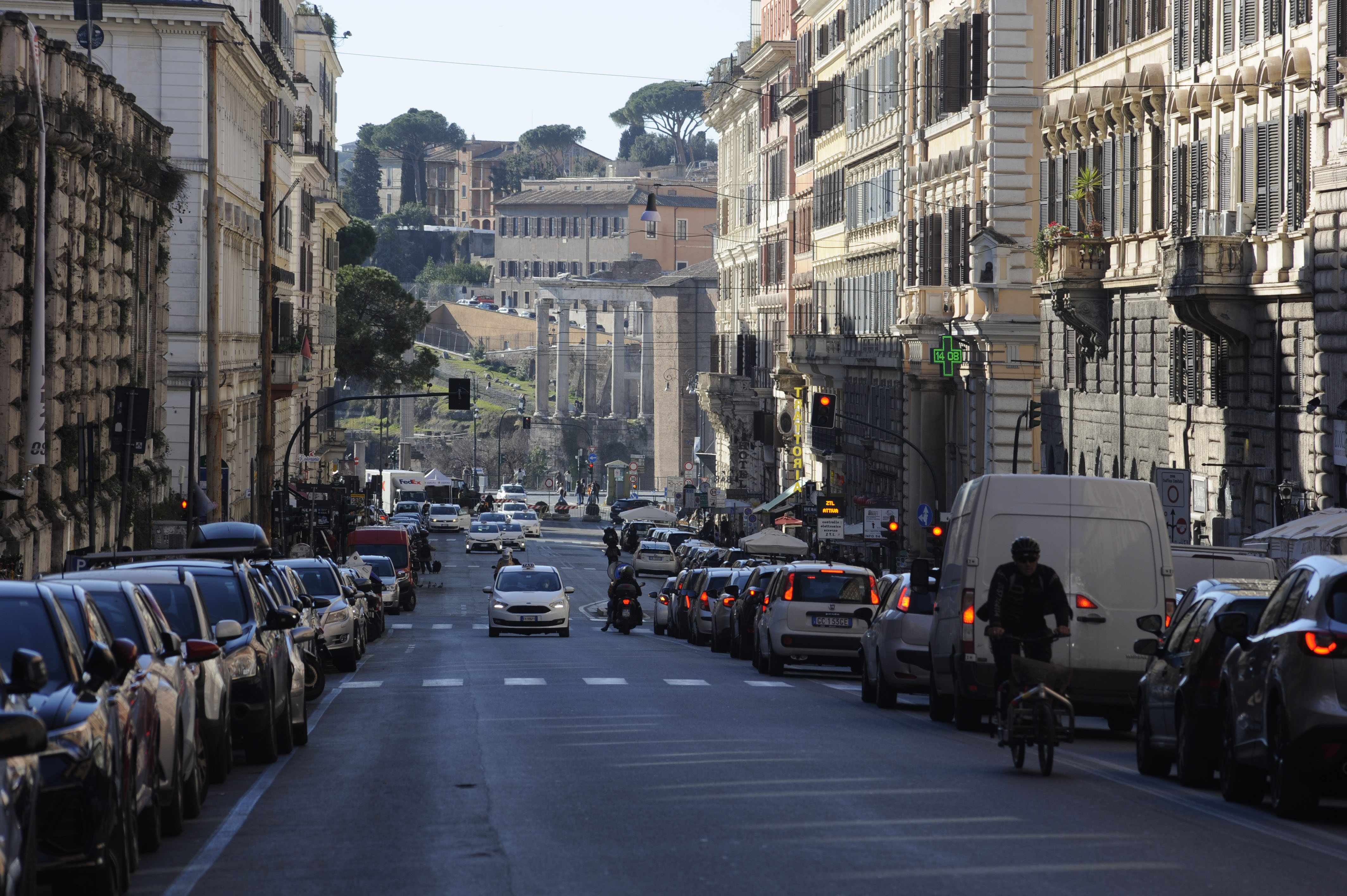
Via Cavour verso i Fori Imperiali